# Стерлинг-стрит (линия Ностранд-авеню, Ай-ар-ти)
|   |   |   |   |
| · | · | · | · |

|   |   |   |   |
| · | · | · | · |

«Стерлинг-стрит» (англ. Sterling Street) — станция Нью-Йоркского метрополитена, расположенная на линии Ностранд-авеню, Ай-ар-ти. Станция находится на пересечении  Стерлинг-стрит и Ностранд-авеню в округе Проспект-Лефферс Гарденс, Бруклин. На станции останавливаются маршруты 2 (круглосуточно) и 5 (в будни днём). Станция является самой северной на IRT Nostrand Avenue Line, имеющей две боковых платформы, и единственной на линии станцией с двумя боковыми платформами, имеющей бесплатный переход между направлениями.
Эта станция была открыта 23 августа 1920 года. Представлена двумя боковыми платформами и двумя путями между ними. Путевые стены покрыты плиткой с коричнево-зелёной декоративной линией и оригинальными вставками 1920-х годов. На них изображена буква "S": первая буква названия станции. Также имеются мозаики с полным названием станции "STERLING ST.". В 1950-х годах станция была продлена на север с учётом новых технических требований поездов IRT. В этой продлённой части имеются названия станции в виде простых табличек "STERLING STREET". Балочные колонны станции и мезонина окрашены в голубой цвет, и на них также имеется название станции в виде чёрных табличек.
Единственный выход со станции расположен в маленьком мезонине над северной частью станции. Из мезонина идут две лестницы на каждую платформу. Здесь же находится и зона оплаты, представляющая собой несколько турникетов. Из мезонина поднимаются две лестницы в северные углы перекрёстка Ностранд-авеню и Стерлинг-стрит. Украшением мезонина служат четыре картины неизвестных художников.